# Final Resolution 2010
Final Resolution 2010 è stata la settima edizione del pay-per-view di wrestling prodotto dalla Total Nonstop Action Wrestling. L'evento ha avuto luogo il 5 dicembre 2010 presso l'Impact Zone di Orlando in Florida.

## Risultati
| # | Match                                                         | Stipulazioni                                                                                               | Durata |
| - | ------------------------------------------------------------- | --- | ------ |
| 1 | Beer Money, Inc. hanno sconfitto Jesse Neal e Shannon Moore   | Tag team match                                                                                             | 10:45  |
| 2 | Tara ha sconfitto Mickie James                                | Falls count anywhere match                                                                                 | 10:25  |
| 3 | Robbie E (c) ha sconfitto Jay Lethal per squalifica           | Single match per il TNA X Division Championship                                                            | 08:11  |
| 4 | Rob Van Dam ha sconfitto Rhino                                | First blood match                                                                                          | 12:24  |
| 5 | Doug Williams ha sconfitto A.J. Styles (c)                    | Single match per il TNA Television Championship                                                            | 14:50  |
| 6 | I Motor City Machine Guns (c) hanno sconfitto i Generation Me | Full Metal Mayhem match per il TNA World Tag Team Championship                                             | 16:27  |
| 7 | Abyss ha sconfitto D'Angelo Dinero                            | Casket match                                                                                               | 11:40  |
| 8 | Jeff Jarrett ha sconfitto Samoa Joe                           | Submission match                                                                                           | 09:05  |
| 9 | Jeff Hardy (c) ha sconfitto Matt Morgan                       | No disqualification match per il TNA World Heavyweight Championship con Mr. Anderson come arbitro speciale | 12:31  |